# Pristimantis nicefori
Pristimantis nicefori es una especie de anfibio anuro de la familia Craugastoridae.

## Distribución
Esta especie habita entre los 2500 y 4100 m de altitud:
- en la Cordillera Oriental en los departamentos de Santander, Boyacá y Norte de Santander en Colombia;
- en el estado de Táchira en Venezuela.[4]

## Descripción
Los machos miden 21.5 mm.

## Etimología
Esta especie lleva el nombre en honor a Hermano Nicéforo María.

## Publicación original
- Cochran & Goin, 1970 : Frogs of Colombia. United States National Museum Bulletin, vol. 288, p. 1-655[5]